# Димитър Николов (офицер)
Вижте пояснителната страница за други личности с името Димитър Николов.
Димитър Николов Попминков е български офицер, генерал-майор.

## Биография
Димитър Николов е роден на 11 октомври 1886 г. в Габрово. Завършва Априловската гимназия. През 1908 г. завършва Школата за запасни офицери в Княжево и на 17 февруари е прпозведен в чин подпоручик. Служи като командир на дружина в 85-и пехотен полк и 10-и пехотен родопски полк. Известно време е командир на солунската дружина и на бургаското военно окръжие. От 1923 до 1924 г. е командир на седма жандармерийска дружина, след което в периода 1924 – 1927 г. е командир на 39-а дружина пехотна солунска дружина.
Между 1927 и 1928 г. е командир на 29-и пехотен ямболски полк, след което от 1928 до 1931 г. е командир на 12-и пехотен балкански полк. Между 1931 и 1932 г. е интендант на 8-а пехотна тунджанска дивизия, след това е назначен за началник на трети пограничен сектор. От 1935 г. е главен директор на Трудовата повинност към Министерството на обществените сгради. Излиза в запас през 1938 г.
Генерал-майор Димитър Николов умира на 6 юни 1940 г. в София.

## Военни звания
- Подпоручик (17 февруари 1908)
- Поручик (19 февруари 1911)
- Капитан (18 май 1914)
- Майор (27 февруари 1918)
- Подполковник (30 януари 1923)
- Полковник (26 март 1928)
- Генерал-майор (1936)